# Leidy Murilho
Leidy Murilho é uma cantora e compositora brasileira de música Pop e Black Music. Ela vem se destacando por trazer música alegre e dançante, sempre misturando diversos ritmos. Leidy lança desde músicas com uma pegada blues, até latino e eletrônicos, sempre com muita sonoridade.

## Biografia
Leidy Murilho nasceu em 1986 em Linhares, Espírito Santo, Brasil. Filha de pastores, desde cedo esteve envolvida em eventos da igreja, desenvolvendo um talento precoce para a música. Em 2018, começou sua carreira profissional ao ser contratada pela Sony Music, depois de ganhar um festival de música gospel, o Festival Eagle  em Goiânia, onde consolidou sua carreira no cenário musical gospel com influências de pop black.

## Carreira

### Início da Vida
Leidy começou a cantar nos cultos da igreja desde a infância. Após concluir o ensino médio, decidiu se dedicar à música. Ela participou de diversos festivais de música e do reality show Ídolos 2012, o que ajudou a abrir portas no mundo da música.

### 2018–presente: Carreira Musical
Em 2018, Leidy iniciou sua carreira profissional ao ser contratada pela Sony Music após vencer o Festival Eagle  em Goiânia. Seu primeiro lançamento pela Sony foi a música "Eu Sou Deus", também em 2018. Ela começou a ganhar reconhecimento na música gospel, participando de eventos como a Virada Cultural de São Paulo e apresentações no Hard Rock Café  em Curitiba.
Durante a pandemia em 2020, Leidy lançou mais de 20 músicas, consolidando ainda mais sua presença na música gospel.
Em 2022, Leidy lançou dois álbuns: "Por Completo" e um EP Acústico. Esses lançamentos marcaram um novo capítulo em sua carreira, destacando sua versatilidade musical.
Em 2023, Leidy assinou com a Todah Music e lançou "Pense Bem", seu primeiro single pop gospel pela gravadora.

### 2025–presente: Universal Music Christian Group
Em janeiro de 2025, após sua participação no reality show Estrela da Casa, Leidy Murilho assinou contrato com a Universal Music Christian Group. O acordo foi oficializado na sede da gravadora no Rio de Janeiro, com a presença de Renata Cenizio, gerente de A&R da UMCG. Leidy destacou que esse novo momento marca uma virada em sua trajetória, ampliando o alcance de sua mensagem através da música gospel.

### Colaborações e Parcerias
Leidy colaborou com diversos artistas, incluindo:
- DJ Kennto em "Andar Contigo"[11]
- Dona Kelly na canção "Além da Gravidade"
- Rodriguinho na música "Desistir Jamais"[12]
- Gael Vicci, Nicole Louise, Nick Cruz e Unna X em "Se Alguém Tá Com Você", canção composta pelo grupo em 40 minutos no workshop do reality Estrela da Casa.[13][14] a canção atingiu o #6 nos vídeos Em Alta do YouTube.[15]

## Temas e Influências
Leidy tenta abordar temas sociais, como empoderamento feminino e racismo em suas músicas. Canções como "Menina" e "Força pra encarar" visam empoderar mulheres e discutir questões sociais, utilizando sua plataforma musical para promover mudanças positivas na sociedade.

## Participações na Mídia
Leidy participou de programas de TV como É de Casa na TV Globo. Sua presença constante na mídia contribuiu para aumentar sua influência e alcance.
Em 2024, Leidy participou da primeira temporada do reality show Estrela da Casa, da TV Globo. Foi uma das finalistas do programa e terminou em quarto lugar na competição.

## Discografia

### Álbuns
- Por Completo (2022)
- EP Acústico (2022)

### Singles
- Eu Sou Deus (2019)
- Filho (2019)
- Andar Contigo (2019)
- Aleluia (2019)
- Deus Vai Te Impressionar (feat. Davi Passamani) (2019)[19]
- Mandamento (2020)
- Está em Ti (2020)[20]
- Amor é Flor (2020) com Luan Murilho[21]
- Nada Além (2020)
- Sabe Tudo (2020)[22]
- Força pra encarar (2020) com Talita Barreto e Asaph
- Deserto (2021)[23]
- Menina (2021)
- Inabalável (2021)[24]
- Face de Amor (com Lucas Fernandes) (2021)
- Além da Gravidade (2021)
- Desistir Jamais (2021) com Rodriguinho
- Vem me buscar (2021)[25]
- Ao Único (2022)[26]
- Pense Bem (2023): Primeiro lançamento Pop Gospel pela Todah Music[27]
- Sigo (2024)
- Adorarei (2024)